# AKBでアルバイト
『AKBでアルバイト』（エーケービーでアルバイト、英称：My part-time job is AKB48）は、2014年7月2日から同年12月24日までフジテレビで毎週水曜1時40分 - 2時00分（火曜深夜、「Tナイト」枠内）に放送されていたバラエティ番組である。ディップ（バイトル）の単独提供で、関東ローカル。

## 概要
AKB48が出演する仕事に急遽欠員が出てしまい、その穴埋めをしてくれるアルバイトをAKB48メンバーが街頭や学校などに探しに行き、AKB48でアルバイトしてくれる人材を探して実際に働いてもらうバラエティー番組。同時期に各局でAKB48グループのアルバイト番組が開始されたが、本番組でのメンバーはアルバイトの募集・斡旋をする立場となっている。
第15回までは一般人が欠員の穴埋めを行っていたが、第16回放送からは「バイトAKB」のメンバーが欠員の穴埋めをすることになった。

## 出演
- AKB48

## 放送日程
| 回 | 放送日        | アルバイト内容                                                        | 出演メンバー/バイトAKBメンバー/他出演者 | 候補者数/採用者 |
| -- | ------------- | --------------------------------------------------------------------- | --- | --------------- |
| 1  | 2014年 7月2日 | 生放送のラジオパーソナリティ （AKB48のオールナイトニッポン）          | 柏木由紀、渡辺麻友 | 3名             |
| 2  | 7月9日        | 生放送のラジオパーソナリティ （AKB48のオールナイトニッポン）          | 柏木由紀、渡辺麻友 | 2名             |
| 3  | 7月16日       | 生放送のラジオパーソナリティ （AKB48のオールナイトニッポン）          | 柏木由紀、倉持明日香、峯岸みなみ、渡辺麻友 | 平井恵美        |
| 4  | 7月23日       | ご当地の魅力をPRするリポーター （AKB観光大使）                        | 大家志津香、北原里英 | 4名             |
| 5  | 7月30日       | ご当地の魅力をPRするリポーター （AKB観光大使）                        | 大家志津香、北原里英、鈴木まりや、松井咲子 | 1名、正木里歩   |
| 6  | 8月6日        | ご当地の魅力をPRするリポーター （AKB観光大使）                        | 大家志津香、北原里英、鈴木まりや、松井咲子 | 正木里歩        |
| 7  | 8月13日       | スタジオ収録のパネラー （恋愛総選挙）                                 | 横山由依、渡辺麻友 | 2名             |
| 8  | 8月20日       | スタジオ収録のパネラー （恋愛総選挙）                                 | 横山由依、渡辺麻友 | 2名、前田優子   |
| 9  | 8月27日       | スタジオ収録のパネラー （恋愛総選挙）                                 | 島田晴香、田名部生来、横山由依、渡辺麻友 恋愛総選挙MC:指原莉乃（HKT48）、土田晃之 | 前田優子        |
| 10 | 9月3日        | グラビア撮影のモデル （週刊プレイボーイ）                             | 小林茉里奈、渡辺麻友 | 1名             |
| 11 | 9月10日       | グラビア撮影のモデル （週刊プレイボーイ）                             | 小林茉里奈、渡辺麻友 | 1名、小林萌々子 |
| 12 | 9月17日       | グラビア撮影のモデル （週刊プレイボーイ）                             | 小林茉里奈、渡辺麻友 | 小林萌々子      |
| 13 | 10月15日      | 香川県の「大江戸温泉物語」1泊2日 PRロケ （大江戸温泉物語 キャラバン） | 西野未姫、峯岸みなみ | 2名             |
| 14 | 10月22日      | 香川県の「大江戸温泉物語」1泊2日 PRロケ （大江戸温泉物語 キャラバン） | 西野未姫、峯岸みなみ | 4名、永井恵見   |
| 15 | 10月29日      | 香川県の「大江戸温泉物語」1泊2日 PRロケ （大江戸温泉物語 キャラバン） | 西野未姫、峯岸みなみ | 永井恵見        |
| 16 | 11月5日       | バイトAKBの初仕事に密着! （「バイトル」のCM撮影）                     | 大島涼花、岡田奈々、川本紗矢、木﨑ゆりあ、小嶋陽菜 指原莉乃、松井珠理奈、宮脇咲良、向井地美音、渡辺麻友 バイトAKB:海老沢恵美、方伊儀まどか、上谷沙弥、木下真佑 佐伯美香、鈴木優民、小池優香、千代田唯、中村優香 西潟茉莉奈、藤江桃子 他39名 | -               |
| 17 | 11月12日      | AKBメンバーへのインタビュアー スタジオ収録のパネラー （※AKB調べ）     | 渡辺麻友 バイトAKB:木下涼風、木下真佑、小池優香、鈴木優民 千代田唯、中村優香、西潟茉莉奈、藤江桃子 | -               |
| 18 | 11月19日      | AKBメンバーへのインタビュアー スタジオ収録のパネラー （※AKB調べ）     | 渡辺麻友 バイトAKB:木下涼風、木下真佑、小池優香、鈴木優民 千代田唯、中村優香、西潟茉莉奈、藤江桃子 | 鈴木優民        |
| 19 | 11月26日      | AKBメンバーへのインタビュアー スタジオ収録のパネラー （※AKB調べ）     | 北原里英、小石公美子（SKE48）、小嶋真子、中西優香（SKE48） バイトAKB:鈴木優民 ※AKB調べMC:指原莉乃、土田晃之 ※AKB調べゲスト:千秋 VTR出演:内山奈月、大和田南那、倉持明日香                                                                    | 鈴木優民        |
| 20 | 12月3日       | 生放送のラジオパーソナリティ （AKB48のオールナイトニッポン）          | 北原里英、横山由依 バイトAKB:阿部叶夢、黒沢綾佳、千代田唯、中村優香、西潟茉莉奈 ゲスト:古川登志夫 | -               |
| 21 | 12月10日      | 生放送のラジオパーソナリティ （AKB48のオールナイトニッポン）          | 北原里英、横山由依 バイトAKB:阿部叶夢、黒沢綾佳、千代田唯、中村優香、西潟茉莉奈 ゲスト:古川登志夫 | 中村優香        |
| 22 | 12月17日      | 生放送のラジオパーソナリティ （AKB48のオールナイトニッポン）          | 佐藤すみれ（SKE48）、柴田阿弥（SKE48）、古川愛李（SKE48） バイトAKB:中村優香 | 中村優香        |
| 23 | 12月24日      | メンバーからメンバーへ Xmasプレゼントをお届け                         | 大家志津香、柏木由紀、北原里英、小林香菜、鈴木まりや 高橋みなみ、西野未姫、峯岸みなみ、横山由依、渡辺麻友 バイトAKB:阿部叶夢、海老沢恵美、尾形穂菜美、方伊儀まどか 木下涼風、鈴木優民、千代田唯、中村優香、西潟茉莉奈、藤江桃子             | -               |

### 放送休止
- 9月24日 - 「THE MANZAI2014認定漫才師50組大お披露目SP」放送のため。
- 10月1日 - 映画「食べて、祈って、恋をして」放送のため。
- 10月8日 - 「人狼〜嘘つきは誰だ?〜Village06」放送のため。

## 主題歌・挿入歌
- オープニング&エンディング
  - ラブラドール・レトリバー（第1回 - 第12回）
  - 心のプラカード（第13回 - 第20回）
  - 希望的リフレイン（第21回 - 第23回）

## スタッフ
- 企画・監修：秋元康
- 協力：Y&N Brothers Inc.
- 編成：南條祐紀（フジテレビ、第2回 - 第23回）
- 構成：石坂伸太郎、北本かつら、松本建一
- ナレーション：柳沢三千代[注 5]、坂東尚樹（第2回 - 第23回）
- TD：藤田勝巳
- CAM：古俣智則
- VE：高山昌樹
- 音声：石原雄一
- 美術：森健彦、内山真理子
- メイク：栗林洋子、小宮山由貴
- スタイリスト：松村純子、桶田圭織
- 編集：土屋敏臣
- MA：河合俊治
- 音響効果：小堀一
- 衣裳協力：JUMBLE STORE
- 技術協力：fmt、メディアシティ品川
- 車輌：京北サービス（第1回では技術協力、第2回以降では車輌と表記）
- 美術協力：フジアール
- 広報：瀧澤航一郎（フジテレビ）
- AD：市野貴也、池田聡、谷口みさき、寺倉綾乃（第1回のみ）
- AP：吉川美由紀、大友彩奈（第2回 - 第23回）
- ディレクター：浅野克己、次郎垣内保、岡本健吾、勝見拓也
- 演出：澤田親宏
- プロデューサー：濱野貴敏（フジテレビ）、織田実（FCC）
- 制作協力：FCC
- 制作：フジテレビバラエティ制作センター（第2回 - 第23回）
- 制作著作：フジテレビ